# Erprobungsstelle See
Die Erprobungsstelle See (auch: E-Stelle See) bestand seit 1928 auf der Halbinsel Priwall in Lübeck-Travemünde und diente bis zum Ende des Zweiten Weltkriegs der Erprobung von Fluggerät, vor allem Flugzeugen, für die Verwendung auf See.

## Geschichte

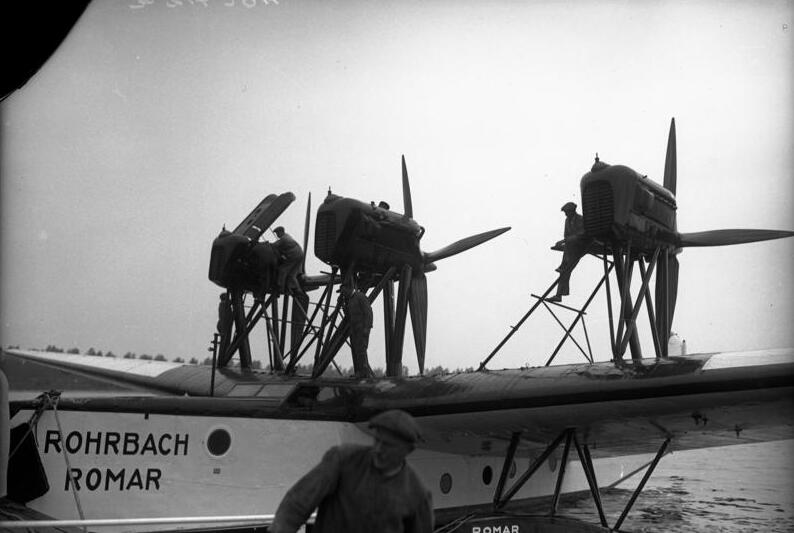
Riesenflugboot Rohrbach Romar auf der Pötenitzer Wiek vor dem Flughafen Travemünde auf dem Priwall

- Juni 1914 Eintrag der Flugzeugwerft Lübeck-Travemünde ins Handelsregister
- Juni 1914 Erster Flug eines Flugzeuges
- Oktober 1917 Übernahme der Flugzeugwerft durch Fokker
- September 1918 Übergang der Werft an die Caspar-Werke
- April 1926 Aufnahme von Passagierflügen. Der Priwall wurde zum „Reichsflughafen“ mit Flugzeugwerft und europaweiten Flugverbindungen.[1] U. a. gab es im Sommer für das besser betuchte Publikum einen Flugzeug-Pendelverkehr Hamburg–Travemünde und eine Fluglinie Hamburg–Travemünde–Kopenhagen.
- Anfang 1928 Seeflugzeug-Erprobungsstelle. Ihr Leiter wurde der bisherige Chef der Caspar-Werke Hermann Moll. Moll blieb bis zum 30. Juni 1936 Leiter der E-Stelle See.
- 1. April 1928. Chefpilot und Leiter der „Fluggruppe“ wurde Ernst-August Roth.
- Januar 1929 Gründung der Erprobungsstelle des Reichsverbandes der Deutschen Luftfahrtindustrie
- Juni 1934 Einstellung des Passagierluftverkehrs
- Mai 1945 Schließung der Erprobungsstelle zum Kriegsende

## Struktur

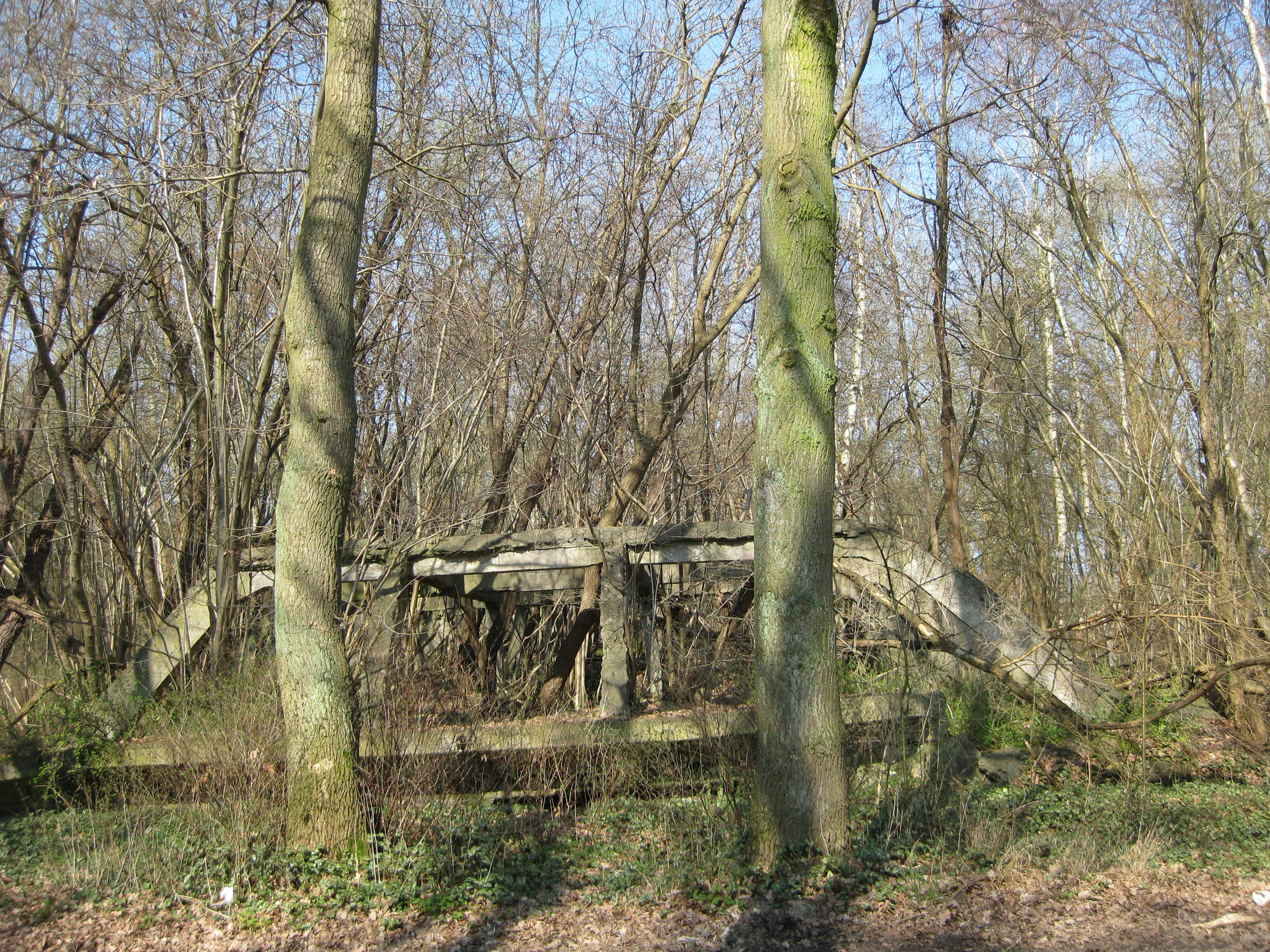
Ruinen des Luftzeugamtes See in Pötenitz, Stadt Dassow

Als Vorgänger der Wehrtechnischen Dienststellen der Bundeswehr diente sie der Erprobung von Wehrmaterial der Wehrmacht.
Sie bestand aus mehreren Wartungshallen, Landeplatz, Slipanlage sowie einem Flugleitstand.
Die günstige Lage mit einer großen Freifläche an Land (ca. 1 km Durchmesser) sowie der Wasserfläche der Pötenitzer Wiek ließen hier die Erprobung von Wasser- und Amphibienflugzeugen zu. Seit 1938 gab es auf dem Gelände der E-Stelle See ein Flugzeugträgerlandedeck mit Seilfanganlage zur Erprobung von Trägerlandungen, Trägerflugzeugen und der Seilfanganlage selbst. In Pötenitz, schon auf dem Mecklenburgischen Ufer der Pötenitzer Wiek, befand sich das Luftzeugamt Pötenitz, von dem umfangreiche, von der Natur überwucherte Ruinen im bewaldeten Uferstreifen erhalten sind. Dazu gehört auch eine ehemalige Mole am mecklenburgischen Ufer.
Die Flugzeugwaffen wurden zunächst von der E-Stelle See selbst getestet und ab 1937 in der Erprobungsstelle für Flugzeugbewaffnung in Tarnewitz auf dem heutigen Gelände der Weißen Wiek.

## Erprobungsgruppen 1933

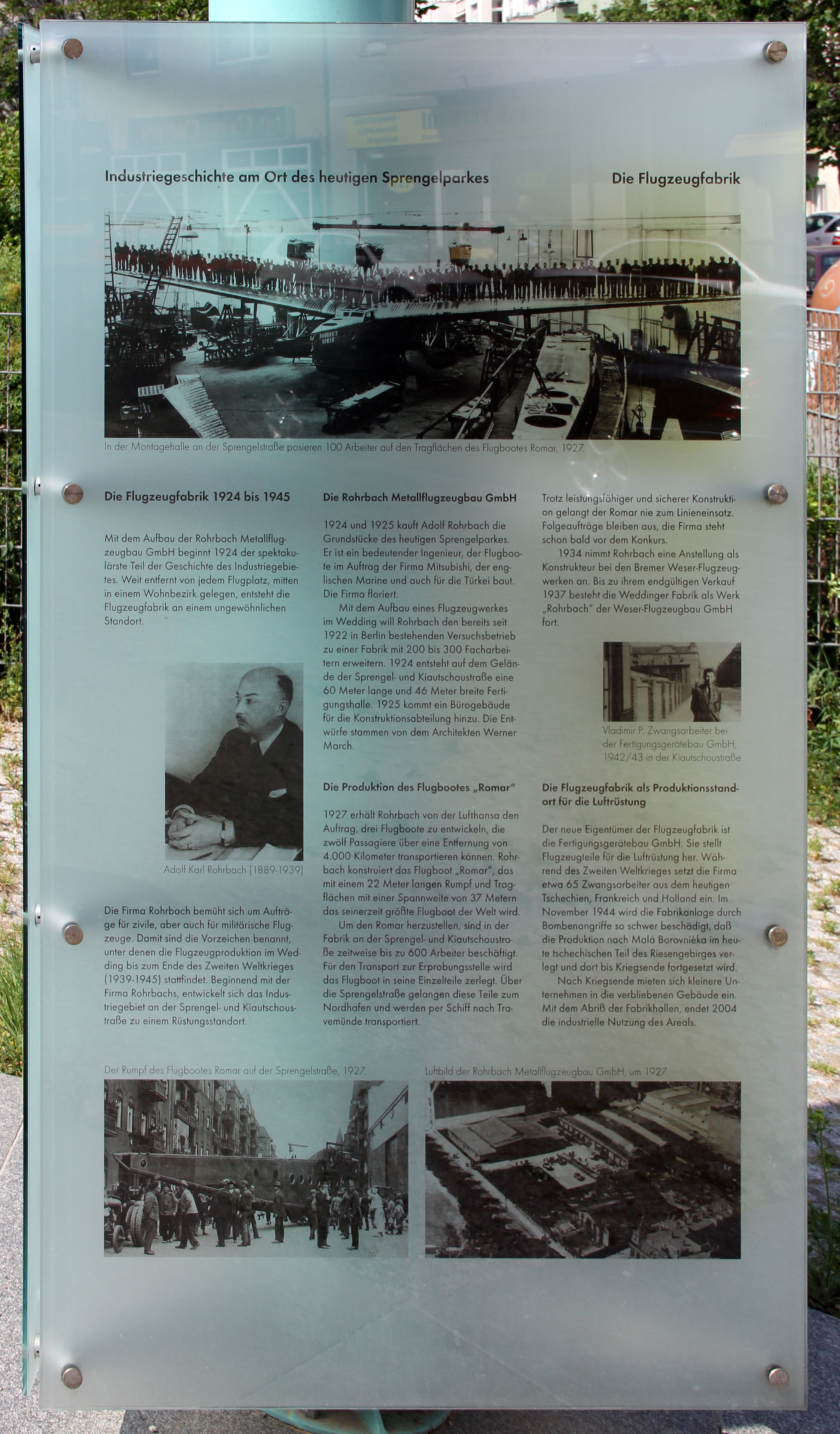
Informationstafel in Berlin-Wedding zum Flugzeugbau und zur Überführung zur Erprobungsstelle See auf dem Priwall in Travemünde

- Gruppe A: Navigation, Funkwesen, Seemännische Ausrüstung, militärische Sondereinbauten
- Gruppe B: Betrieb von Flugzeugen, Schiffen, Docks, Katapulten und Fahrzeugen, Bodendienste
- Gruppe E: Flugdienst, Bereithaltung der Flugzeugführer
- Gruppe F: Flugzeugerprobung, Vorbereitung, Durchführung und Auswertung der Messungen, Berichte, Beurteilungen
- Gruppe G: Erprobung von Bordgeräten und Flugmessgeräten, Labor, feinmechanische Werkstatt, Fotodienst, Vervielfältigung
- Gruppe M: Motoren, Luftschrauben, Aggregate, Werkstatt und Prüfstände

Im Jahre 1936 bekamen die Gruppen den Kennbuchstaben E für Erprobung und eine Zahl, anhand der der Aufgabenbereich der Gruppe erkennbar war. 1938 wurden diese Kennungen noch einmal geändert. So wurde aus E1 (Flugzeuge) E7 (Flugzeuge und Einbau), während aus E3 (Motoren) E8 (Motoren) wurde und nach der Verlegung der Motorenerprobung in die Erprobungsstelle Rechlin wurde E8 zur Kennung für die Erprobungsgruppe für Flugbetriebstechnik auf Flugzeugträgern und die Erprobung der Flugbetriebsabläufe auf Flugzeugträgern. 1942 wurde die Erprobungsgruppe E 2/3 geschaffen für die Erprobung von See- und Trägerflugzeugen.

## Erinnerungsstellen

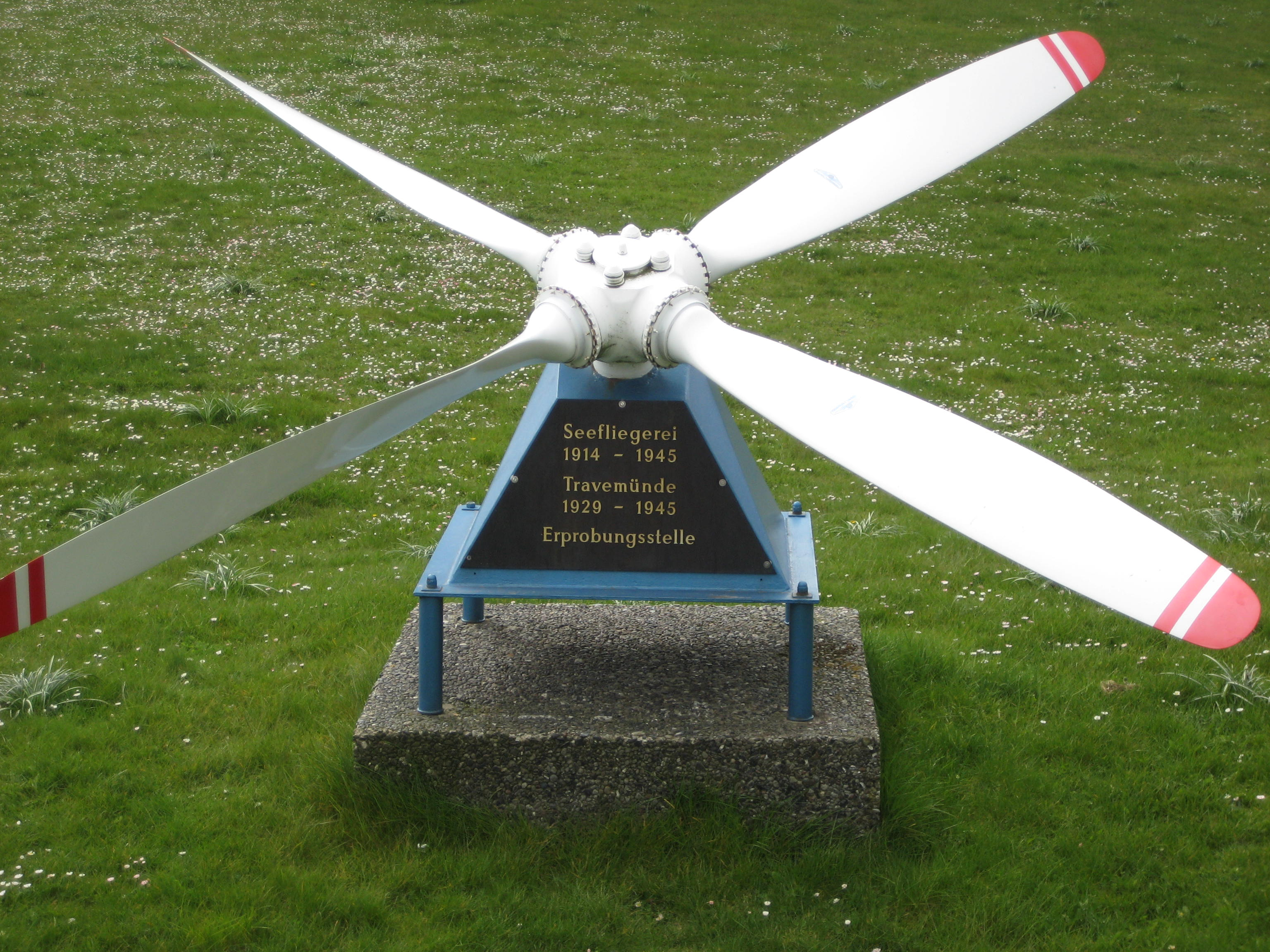
Seefliegerdenkmal auf der Grünfläche zwischen dem Maritim-Hotel und der Strandpromenade

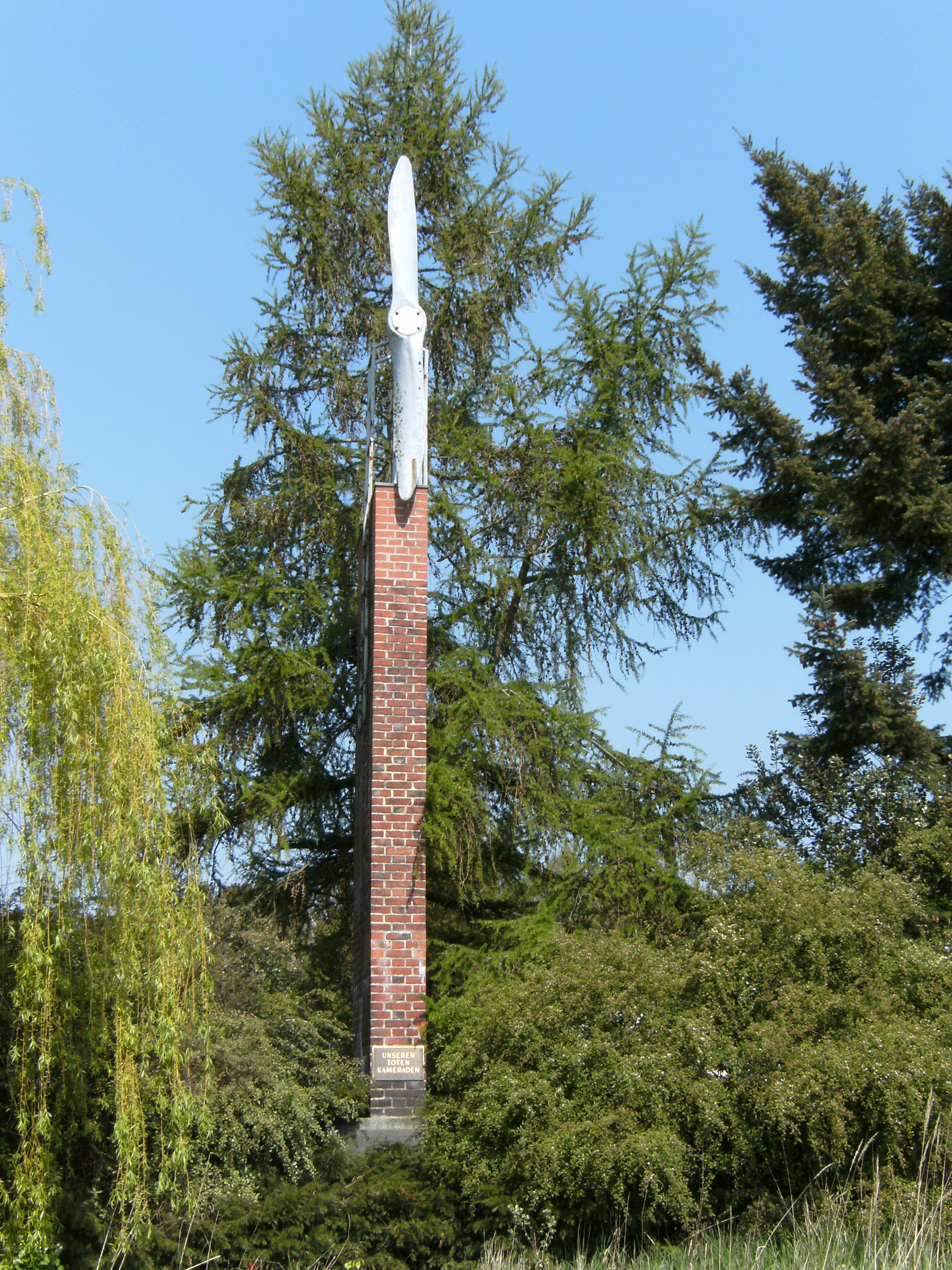
Auf dem Priwall in Travemünde, Wiekstraße erinnert ein Denkmal (Propeller) an die Toten der Seeflugzeug-Erprobungsstelle Travemünde.

An der Wiekstraße befindet sich eine Stele aus Mauerziegeln, an der ein Flugzeugpropeller befestigt ist. Dies ist ein „Denkmal für die toten Kameraden der Erprobungsstelle Travemünde 1929–1945“.
Zwischen Strandpromenade und Maritim-Hotel ist ein historischer Propeller aufgestellt, der an die Geschichte des Priwalls als Seeflugerprobungsstätte erinnern soll.